# Lola Zackow
Lolita "Lola" Zackow, född 1 oktober 1988, är en svensk skådespelare.
Zackow har bland annat medverkat i ett flertal Maria Wern-filmer och en Beck-film. Hon har även medverkat i TV-serierna Dystopia från 2021 och Meningen med livet från 2022.
Lola Zackow arbetar sedan 2024 som konstnärligt utvecklingsansvarig på Sveriges Radio Drama.

## Filmografi (i urval)
- 2019 – Al Pitcher på paus (TV-serie)
- 2021 – Snöänglar (TV-serie)
- 2021 – Maria Wern – En orättvis rättvisa
- 2021 – Maria Wern – Ondskans djupa rot
- 2021 – Maria Wern – Fienden ibland oss
- 2021 – Maria Wern – Som skuggor
- 2021 – Dystopia (TV-serie)
- 2021 – Hallberg (TV-serie)
- 2022 – Meningen med livet (TV-serie)
- 2022 – Beck – 58 minuter
- 2022 – Bäckström (TV-serie)
- 2023 – Konferensen
- 2023 – Ett sista race
- 2024 – Familjen Andersson (TV-serie)[6]
- 2024 – Släpp taget